# Pseudoarmillariella fistulosa
Pseudoarmillariella fistulosa är en svampart som först beskrevs av G. Stev., och fick sitt nu gällande namn av E. Horak 1971. Pseudoarmillariella fistulosa ingår i släktet Pseudoarmillariella och familjen Tricholomataceae.   Inga underarter finns listade i Catalogue of Life.